# سيتي نورديانا
سيتي نورديانا (22 نوفمبر 1984 -) هي مغنية وممثلة ماليزية. بدأت مسيرتها الموسيقية في سن الخامسة عشر وأصدرت ستة ألبومات استوديو حتى الآن.

## روابط خارجية
- سيتي نورديانا على موقع IMDb (الإنجليزية)
- سيتي نورديانا على موقع ديسكوغز (الإنجليزية)